# انقلاب 1991 في ليسوتو
في 30 أبريل 1991، وقع انقلاب عسكري في ليسوتو بقيادة العقيد إلياس فيسوانا رامايما. أدى ذلك إلى استقالة رئيس الوزراء الجنرال جاستن ليخانيا، الذي شغل المنصب منذ انقللاب 1986.
حاصر العقيد رامايما الحكومة وأجبر رئيس الوزراء ليخانيا على الاستقالة. خلال عامين في السلطة، تم تبني دستور جديد يعيد صلاحيات البرلمان. أُجريت انتخابات عامة متعددة الأحزاب في 27 مارس 1993، بمساعدة سكرتارية دول الكومنولث، بناءً على طلب الحكومة.